# Hérnia inguinal direta

A hérnia inguinal direta é uma hérnia inguinal que acontece principalmente em homens na vida adulta, quando uma parte do intestino sai através de uma fraqueza nos músculos abdominais, perto da virilha. Aproximadamente 2 por cento dos homens experimentam este tipo de hérnia inguinal durante a sua vida.
Uma hérnia direta penetra no canal inguinal através de sua parede posterior, medialmente à artéria epigástrica inferior. Portanto, ela envolve a parede posterior na região do trígono inguinal acima do ligamento inguinal, isto é, tanto na fossa inguinal quanto na fossa supravesical, ou em ambas. Ela determina uma protrusão em direção anterior ao ânulo superficial mas raramente através dele.
A causa primária é algum tipo de fraqueza na parede posterior. O saco de uma hérnia indireta é formado pelo peritôneu, que fica atrás da parede abdominal anterior